# بيفر (مغنية)
بيفر (بالإنجليزية: Beaver)‏ هي مغنية نيوزيلندية، ولدت في 28 ديسمبر 1950 في لور هوت في نيوزيلندا، وتوفيت في 23 مايو 2010 في أوكلاند في نيوزيلندا بسبب سرطان.

## وصلات خارجية
- بيفر على موقع ميوزك برينز (الإنجليزية)
- بيفر على موقع ميوزك برينز (الإنجليزية)